# Maarts viooltje
Maarts viooltje (Viola odorata) is een vaste plant uit de viooltjesfamilie (Violaceae).

## Naam
Viola is een verkleinwoordje van het Griekse ion, oorspronkelijk vion, waarmee welriekende planten aangeduid werden. De soortaanduiding odorata wijst er ook op dat de plant een duidelijke geur verspreidt.
De Nederlandse triviale naam 'maarts viooltje' verwijst naar de vroege bloei van de plant.

## Determinatie
Maarts viooltje heeft een wortelstok met kruipende uitlopers. De bladeren groeien in een rozet. De plant wordt 5–15 cm hoog.

### Bloemen
Maarts viooltje is tweeslachtig. De bloemen groeien in de bladoksels van de rozetbladeren. De bloemen zijn alleenstaand op een steeltje en zijn diep paarsblauw met in het midden een wittig honingmerk. Een enkele keer zijn de bloemen geheel wit. Ze zijn 1,3 tot 1½ cm groot en verspreiden een fijne geur.
De bloemen hebben vijf kroonblaadjes, waarvan het onderste een rechte diep blauwe spoor draagt. De spoor is langer dan de aanhangsels van de kelkblaadjes; deze spoor is paarsig en 6 mm lang. De bloem geeft nectar aan vroege vlinders.
De kelkbladen zijn stomp. De bloemstelen hebben onder het midden twee tegenover elkaar staande steunblaadjes. 
De vrucht is een bolvormige, behaarde doosvrucht waarin kleine, harde, ronde zaadjes zitten. Deze zijn licht geelbruin van kleur. Maarts viooltje is tweezaadlobbig, het kiemt dus met twee kiemblaadjes.

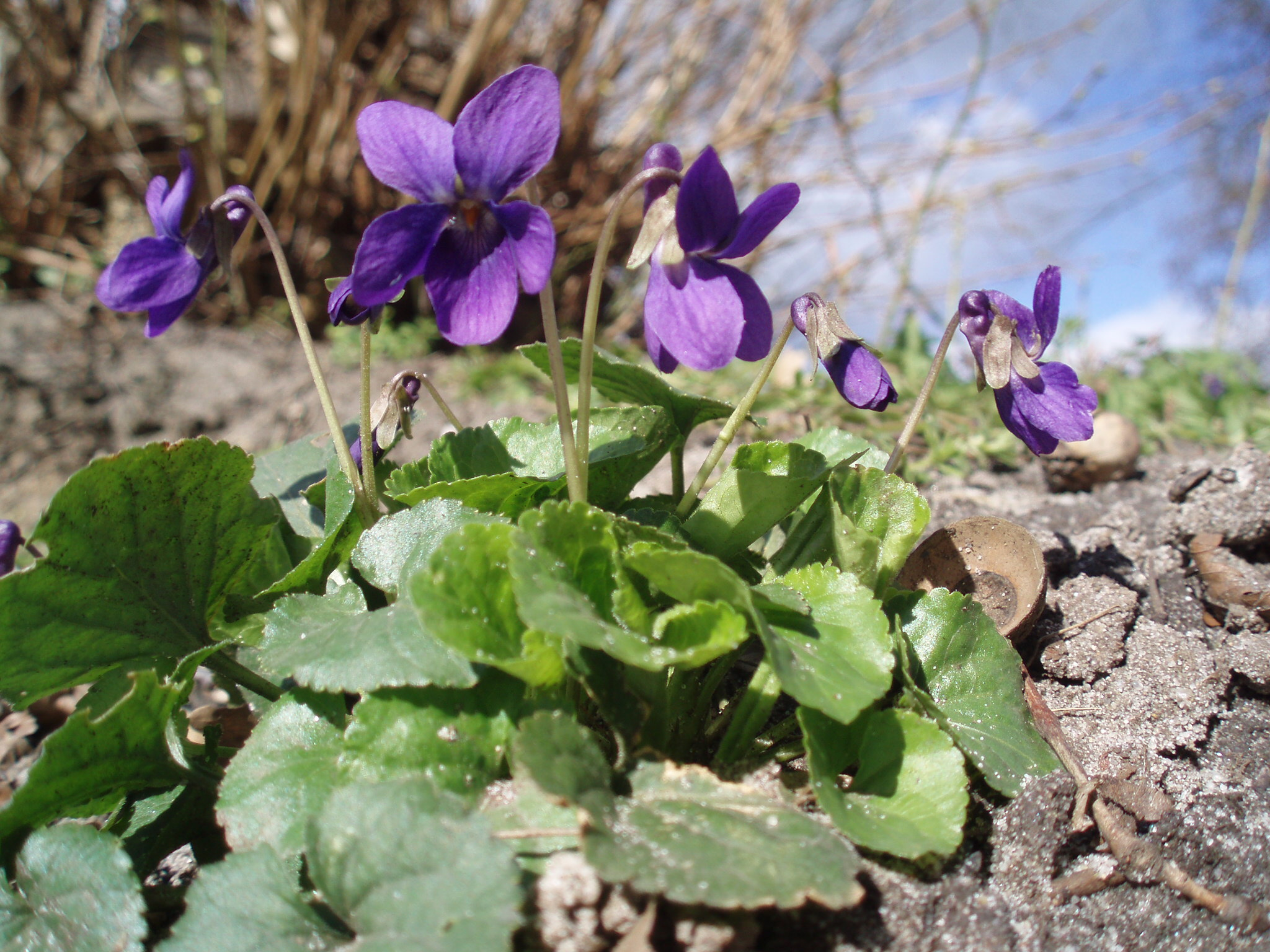

### Bladeren
De bladeren zijn eirond, hebben een diep hartvormige voet, zijn stomp en groeien na de bloei sterk uit. Ze zijn verspreid behaard. De steunblaadjes zijn langwerpig, meestal gefranjerd en kaal of ze hebben een zwak behaarde rand.
Maarts viooltje is vegetatief van ruig viooltje te onderscheiden door de korte teruggeslagen, ½ mm lange haren op de bladstelen.

### Bloeitijd
Maarts viooltje bloeit ongeveer van begin maart tot eind mei en soms ook in augustus en september. In milde winters kan de plant al eerder worden waargenomen. In de zomer worden cleistogame bloemen gevormd, net als bij bleeksporig bosviooltje (Viola riviniana).

## Ecologie
Maarts viooltje is vooral een halfschaduwplant van eutrofe tot meso-eutrofe, losse, humeuze en vochthoudende, vaak kalkhoudende, minerale bodem. In Zuid-Limburg en op de grens van rivierdalen met heuvelgebieden groeit de plant aan de randen van loofbossen aan de voet van hellingen, waar humusrijk materiaal bijeengespoeld wordt. In Zuid-Limburg komt zij talrijk voor in holle wegen. In de uiterwaarden van grote rivieren staat zij in rivierduinbosjes en onder heggen van doornstruiken. In Zeeland zoekt zij op dijken de beschutting van doornstruiken. Maarts viooltje kan in de zon groeien, maar wordt in open dijkbermen door gras verdrongen. Maarts viooltje groeit in stinzenmilieus langs de Utrechtse Vecht, de Hollandse binnenduinrand en in Noordwest-Friesland.

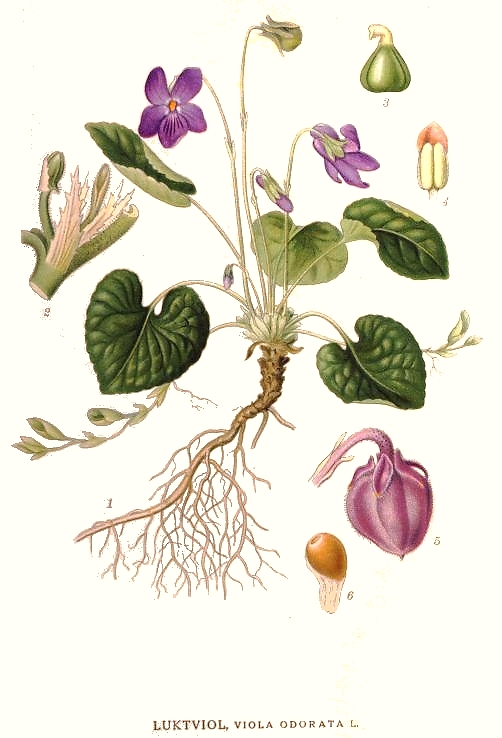

## Verspreiding
Het verspreidingsgebied van maarts viooltje omvat Europa (behalve het noordelijke deel), Zuidwest-Azië en Noordwest-Afrika en is elders ingeburgerd.
In Nederland is maarts viooltje vrij algemeen in Zuid-Limburg, het rivierengebied, het Deltagebied en het kalkrijk duingebied. Verwilderd komt zij in toenemende mate in het stedelijke gebied voor. Ze groeit hier onder andere in parkbossen, op kerkhoven en onder hagen.

## Gebruik
De werkzame bestanddelen van het maarts viooltje zijn onder meer violine (een alkaloïde),
salicylzuur en saponine. In de volksgeneeskunde wordt de wortel van het maarts viooltje beschreven als braak- en laxerend middel. De plant wordt genoemd als werkzaam bij hoesten, kinkhoest en reumatische klachten, vooral van de handgewrichten. Uit de bloemen wordt viooltjesolie bereid voor parfum. Het blad kan worden toegevoegd aan een gezichtsstoombad. De bloembladeren kunnen gekonfijt worden gebruikt om cakes, ijs en pudding mee te versieren. Ook kunnen de bloembladeren rauw worden gegeten in een salade. De plant bevat verfstoffen.

## (Maarts) viooltje in de cultuur
Wanneer er eens een prijs moest toegekend worden aan 't liefste voorjaarsbloempje, dat in 't wild groeit, ik geloof zeker, dat het viooltje er mee zou gaan strijken— Heimans 1897, p. 2
In de Germaanse overlevering groeide maarts viooltje op de plaats waar de lentegodin in het voorjaar met haar voet de aarde aanraakte.
Bij de oude Grieken stond het bloempje ook in hoog aanzien.
In de middeleeuwen ontvingen de troubadours een van de jonkvrouw die hem tot haar lievelingszanger had verkozen een gouden viooltje.
In Zuid-Duitsland was een eeuw geleden de dag, waarop het eerste viooltje werd gevonden, een jubeldag voor het gehele dorp.

## Viola×scabra
Maarts viooltje kan bastaarden vormen met ruig viooltje. De bastaard draagt de naam Viola ×scabra.
... · 
V. arvensis (akkerviooltje) · 
V. ×bavarica (middelst bosviooltje) · 
V. biflora (tweebloemig viooltje) · 
V. calcarata (langsporig viooltje) · 
V. canina (hondsviooltje) · 
V. cornuta (hoornviooltje) · 
V. cryana · 
V. curtisii (duinviooltje) · 
V. epipsila · 
V. guestphalica (violette zinkviooltje) · 
V. hirta (ruig viooltje) · 
V. ircutiana · 
V. kusnezowiana · 
V. lutea · 
V. lutea subsp. calaminaria (zinkviooltje) · 
V. lutea subsp. lutea (geel viooltje) · 
V. lutea subsp. elegans ·
V. mirabilis (wonderviooltje) · 
V. odorata (maarts viooltje) · 
V. palustris (moerasviooltje) · 
V. persicifolia (melkviooltje) · 
V. pubescens · 
V. reichenbachiana (donkersporig bosviooltje) · 
V. riviniana (bleeksporig bosviooltje) · 
V. rupestris (zandviooltje) · 
V. tricolor (driekleurig viooltje) · 
...